# Damaeus flagellatus
Damaeus flagellatus är en kvalsterart som beskrevs av Wang 1994. Damaeus flagellatus ingår i släktet Damaeus och familjen Damaeidae. Inga underarter finns listade i Catalogue of Life.